# Ox (Haute-Garonne)
Pour les articles homonymes, voir Ox.

Ox est une ancienne commune de la Haute-Garonne. Vers 1790, elle est rattachée à la commune de Muret. Aujourd'hui, c'est une commune associée.

## Géographie
Ox est située dans le Comminges au sud-ouest de Muret, sur la route de Saint-Hilaire, entre la Louge et son affluent, le ruisseau de l'Aussau.

## Histoire
Les terres d'Ox ont été données par Clovis Ier à l'évêque de Toulouse Germier de Toulouse vers l'an 691,.
Créée en tant que commune éphémère durant la Révolution française, elle fut rattachée vers l'an 1790 à Muret.

## Vie pratique

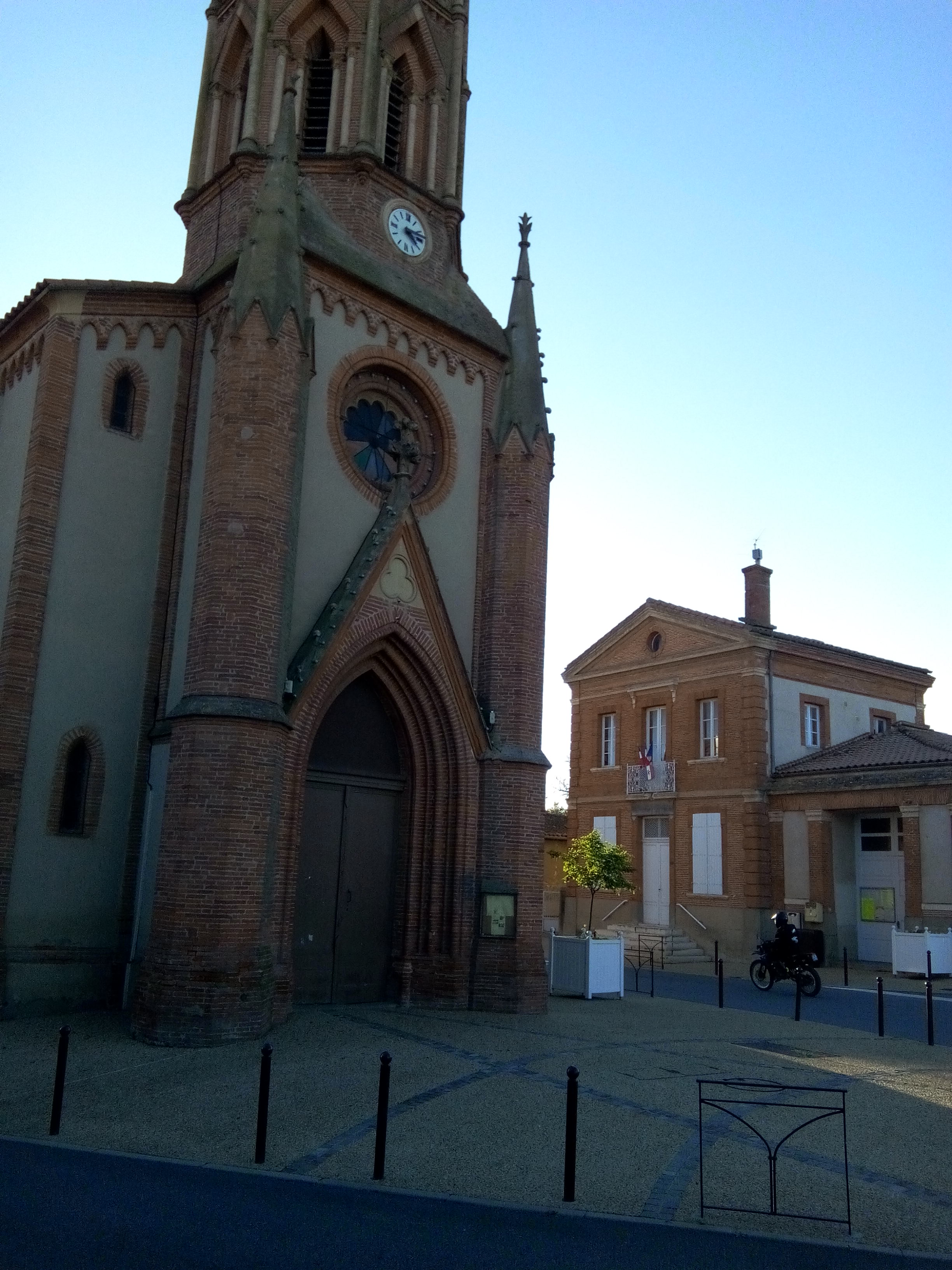
Église Saint-Martin et ancienne mairie en arrière plan.

### Enseignement
Ox possède une école maternelle,. Une école élémentaire est en projet pour la rentrée 2025.

### Culture, festivité, sport
- Salle des fêtes.
- Terrain de football.
- 12e étape du Tour de France 2019.

## Lieux et monuments
- Ancien moulin.
- Église Saint-Martin.

## Personnalités liées à la commune
- Germier de Toulouse, évêque de Toulouse, qui se voit accorder les terres Ox par Clovis Ier.
- Dominique Plancke, faucheur OGM sur Ox.